# Wilhelm Hambüchen
Wilhelm Hambüchen (né le 8 août 1869 à Düsseldorf, mort le 5 septembre 1939 dans la même ville) est un peintre allemand.

## Biographie
Hambüchen est un élève de l'école des arts appliqués de Düsseldorf (de) auprès de Fritz Neuhaus (de) et Ludwig Heupel-Siegen (de). Après avoir travaillé comme peintre en bâtiment, il travaille comme peintre de scène pour Hammann à Düren puis en 1895 à Düsseldorf. Avec le peintre Georg Hacker (de), il voyage sur la côte belge en 1898. Dans les années suivantes, il se tourne vers la peinture de paysage et commence à travailler comme peintre indépendant. Jusqu'au début de la Première Guerre mondiale en 1914, il va chaque année à Nieuport. Pendant ses séjours sur la côte néerlandaise de la mer du Nord, qu'il parcourt depuis 1904, il rencontre les peintres Eugen Kampf et Olof Jernberg. Il devient ami avec Max Clarenbach. Lors d'expositions en Allemagne, en Autriche, en Argentine et aux États-Unis, il reçoit des prix, en 1908 à la Grande exposition d'art de Berlin une petite médaille d'or. En 1904, il est membre de l'Association des artistes de Düsseldorf (de), de la société générale d'art allemande[réf. nécessaire] et, de 1904 à 1929, de Malkasten.
Wilhelm Hambüchen est le père du peintre Georg Hambüchen (de). Le juriste Ulrich Hambüchen (de) est son petit-neveu. 